# Fem songar
Fem songar is een compositie van Christian Sinding. Sinding schreef een toonzetting bij vijf teksten van verschillende schrijvers. Het werk is in de vergetelheid geraakt. Slechts twee van de vijf liedjes is in 2013 op compact disc verschenen.
De vijf liedjes verschenen in Duitsland onder de titel Fünf Lieder für eine Singstimme und Pianoforte:
1. Welkomen atter hit van Ivar Aasen: Wilkommen wieder! in andante
2. Sundagskveld van Ivar Aasen: Sonntagsabend in allegretto
3. Hugen leikar van Ivar Mortensson: Nordwärts in andante
4. So kom du daa….van Per Sivle: So komme den wieder du froher Tag in andante
5. Fram under merke, een volksliedje : Fahne geswchungen in tempo di Marcia

Bij het laatste liedje wordt ook wel als schrijver N. Rognstad, N.Raugstad of N. Rougstad vermeld, waarschijnlijk een verzamelaar van volksliedjes. Er is niets bekend over een schrijver met die naam. 